# Терачина
Терачина (на италиански: Terracina) е пристанищен град и община на Тиренско море в провинция Латина, регион Лацио, Централна Италия.
Има 44 081 жители (31 декември 2009) и се намира на 76 км от Рим.
През древността се казва първо Анксур и по-късно Тарачина (Anxur; Tarracina).
От 312 пр.н.е. през града минава Виа Апиа.
Тук е роден император Галба.